# Chimarra okuihorum
Chimarra okuihorum är en nattsländeart som beskrevs av Wolfram Mey 1998. Chimarra okuihorum ingår i släktet Chimarra och familjen stengömmenattsländor. Inga underarter finns listade i Catalogue of Life.